# Чарлз Као

Чарлз Као (на китайски: 高錕; Kao Kuen) е китайски, британски и американски инженер.
Счинав е за пионер в областта на влакнестата оптика, за които си приноси е удостоен с 1/2 от Нобеловата награда по физика за 2009 г. Другата половина от наградата е присъдена на Уилард Бойл и Джордж Смит, които изобретяват CCD-матрицата.
Той е носител на Ордена на Британската империя, член на Кралското научно дружество и на Кралската инженерна академия.

## Биография
Роден е на 4 ноември 1933 г. в Шанхай, Република Китай. Завършва Колежа Сейнт Джоузеф в Хонконг. По-късно защитава докторантура в Лондонския имперски колеж (тогава в Лондонския университет). Докато пише докторската си дисертация, Као работи като инженер за компанията Standard Telephones and Cables (STC, днес Nortel) и в техния научноизследователски център по телекомуникации в Харлоу, Англия.
През 1966 г., заедно с Джордж Хокам, Као прави съществени приноси в областта на влакнестата оптика и телекомуникациите. Двамата доказват, че високите загуби в оптичните влакна се дължат на примеси, а не на проблеми в технологиите.
От 1978 г. започва работа в Китайския университет в Хонконг, където работи като заместник-канцлер от 1987 до 1996.
Као е награден с Нобеловата награда за изследванията си за разпространението на светлината в оптичните влакна. Той пръв предлага да се използват влакнесто-оптичните кабели за предаване на информация на големи разстояния. Отначало малцина вярват в това, но личната роля на учения в инженерната и търговска реализация на проекта силно променя телекомуникационния отрасъл.